# Salmonella gallinarum
Salmonella gallinarum (oficiální taxonomický název je Salmonella enterica subsp. enterica sér. Gallinarum) je druhově specifická a na hostitele silně adaptovaná bakterie patřící do rodu Salmonella z čeledě Enterobacteriaceae. Podle Kauffmann-Whiteova schématu patří do séroskupiny D1. Typizace se provádí biochemicky a sérologicky. Odlišení od S. pullorum je možné na základě biochemických, antigenních a epizootologických vlastností.

## Morfologie
Bakterie S. gallinarum je gramnegativní a nepohyblivá tyčinka velikosti 1,0-2,0 x 1,5 µm. Nalézá se jednotlivě nebo občas v párech. Má tendenci barvit se na pólech poněkud intenzivněji než v centru.

## Kultivace
Roste aerobně až fakultativně anaerobně na běžných i selektivních půdách při teplotě 37 °C a pH 7,2.

## Biochemické vlastnosti
S. gallinarum při zkvašování cukrů netvoří plyn. Zkvašuje arabinózu, dextrózu, galaktózu, mannitol, manózu, xylózu, fruktózu, maltózu a dulcitol. Neštěpí laktózu, sacharózu, glycerol, salicin a sorbitol. Nitráty redukuje, ornitin není dekarboxylován a indol netvoří.
| Reakce   | S. pullorum         | S. gallinarum       |
| -------- | ------------------- | ------------------- |
| Dextróza | pozitivní s plynem  | pozitivní bez plynu |
| Mannitol | pozitivní s plynem  | pozitivní bez plynu |
| Maltóza  | zpravidla negativní | pozitivní bez plynu |
| Dulcitol | negativní           | pozitivní bez plynu |
| Ornitin  | pozitivní           | negativní           |

## Odolnost v prostředí
Odolnost S. gallinarum v prostředí je obdobná jako u ostatních salmonel. Bakterie je inaktivována při teplotě 60 °C za 10 minut. Ve vodě a ve tmě přežívá 20 dní, na slunci uhyne za 24 hodin. Po usušení na skle a ve tmě přežívá 89 hod, ale přímým slunečním světlem je inaktivována za několik minut. Z chemických prostředků je inaktivována během 3 minut fenolem v ředění 1:1000, HgCl2 v ředění 1:20 000 a 1% hypermanganem, a za 1 minutu 2% formalinem. Virulentní S. gallinarum byla prokázána v kostní dřeni kadáverů za 3 měsíce po úhynu.
Schopnost přežívat v infikovaném prostředí mimo hostitele je minimální. Experimentálně se nepodařilo nakazit přirozenou cestou vnímavou drůbež, která byla umístěná do kontaminovaného prostředí za 1 a více týdnů po vyskladnění infikovaných zvířat. Průměrná doba přežívání v trusu infikovaných zvířat je 8-11 dní, přičemž ve vysušených výkalech přežívá déle než ve vlhkých.

## Antigenní vlastnosti a toxiny
Bakterie S. gallinarum vlastní somatické O antigeny 1,9, a 12. Žádný z nich netvoří antigenní variace jako S. pullorum.
Ve filtrátu bujónové kultury S. gallinarum byl prokázán toxin, který se tvořil po 48 hodinách kultivace při teplotě 37 °C a zabíjel králíky během 2 hodin po iv. aplikaci (anafylaktický šok). Endotoxin je stabilní při 60 °C po 1 hodinu, ale je inaktivován varem za 15 minut. Kuřata na iv. aplikaci endotoxinu klinicky krátkodobě reagují, na rozdíl od endotoxinu S. pullorum.

## Patogenita
Kultivací na pevných půdách ztrácí S. gallinarum rychle svojí virulenci, proto se před testací patogenity doporučují opakované pasáže na kuřatech a uchovávání kultur v lyofilizovaném nebo zmrzlém stavu. Experimentální infekce kuřat je možná mnoha způsoby a většinou končí úhynem.
Patogenitu S. gallinarum také ovlivňují plasmidy. Barrow et al.  studovali kmeny s plasmidy velikosti 85 kb a 2,5 kb. Zatímco eliminace malého plasmidu z buněk neměla žádný vliv na mortalitu vylíhlých i 2týdenních kuřat po orální aplikaci, odstranění většího plasmidu z buněk S. gallinarum způsobovalo ztrátu virulence.

## Význam
Bakterie Salmonella gallinarum je původcem tyfu u rostoucí a dospělé hrabavé drůbeže, na rozdíl od S. pullorum, která vyvolává pulorovou nákazu zejména u kuřat a krůťat. Mezi nejzávažnější faktory přenosu S. gallinarum patří infikovaná drůbež (rekonvalescenti a bacilonosiči) a transovariální způsob přenos.
Podobně jako u pulorové nákazy mají i u tyfu drůbeže velký význam líhňařské podniky. Frekvence vertikálního přenosu může být různá. Nobrega a Bueno  vyšetřili 1465 čerstvých vajec od 52 chronicky infikovaných nosnic, které pocházely ze 3 chovů. Četnost pozitivních izolací z vajec vzhledem k chovům byla 2,8 %, 0 % a 1,73 %. Moore  prokázal S. gallinarum v 8,9 % z 395 vyšetřovaných vajec od 21 přirozeně i experimentálně infikovaných nosnic, Boney  však pouze v 1 vejci z 374 vyšetřovaných krůtích vajec. Hall et al.  vyšetřili 10 000 vajec ze dvou infikovaných hejn. Polovina z infikovaných nosnic snášela infikovaná vejce a u 6 % z nevylíhlých inkubovaných vajec byla izolována S. gallinarum. Do 6. měsíce věku uhynulo 32,6 % kuřat, přičemž nejvyšší ztráty byly pozorovány v 1. měsíci po vylíhnutí.
Neméně důležitým způsobem šíření infekce je horizontální přenos. Jordan  prokázal S. gallinarum v čerstvém trusu u 4 z 13 klinicky nemocných a výtěrem kloaky u 15 ze 47 slepic (31,9 %). Vzájemný kontakt zdravých a infikovaných ptáků, naklovávání vajec a požírání jejich obsahu, nebo nepřímý přenos salmonel pomocí trusem kontaminovaného krmiva, vody, pomůcek a nářadí, obuví, oděvem nebo rukama ošetřovatelek, dále dopravními prostředky, volně žijícími ptáky, potkany či mouchami, představují některé z mnoha dalších možností přenosu S. gallinarum mezi jednotlivými ptáky i hejny drůbeže. Přenos vzdušnou cestou nebyl zatím prokázán.